# Karl Friedrich Kahlert
Karl Friedrich Kahlert (Breslávia, 25 de setembro de 1765 — Glogóvia, 8 de setembro de 1813) também conhecido pelos pseudônimos Lawrence Flammenberg ou Lorenz Flammenberg e Bernhard Stein foi um autor alemão de literatura gótica. Ele é melhor conhecido por O Necromante: Uma História Fantástica de Fontes Orais e Escritas, uma tradução em português de Lucas de Souza Cartaxo Vieira de seu Der Geisterbanner: Eine Wundergeschichte aus mündlichen und schriftlichen Traditionen, qual é um dos sete 'romances de horror' referenciados por Jane Austen em Northanger Abbey. Através desta obra, ele foi uma grande influência na literatura gótica na Inglaterra, incluindo O Monge, de Matthew Lewis.

## Biografia
Kahlert nasceu em 25 de setembro de 1765 em Breslávia, Prússia (atual Wrocław, Polônia) e morreu em 8 de setembro de 1813 em Glogávia, Prússia (atual Głogów, Polônia).

## Influência
Kahlert é autor de várias histórias e peças em alemão, nenhuma das quais parece ter sido traduzida para o inglês, com exceção de Der Geisterbanner, publicado em 1794. O tradutor, Peter Teuthold, forneceu uma tradução solta e infiel tradução que também incluía Der Verbrecher aus verlorner Ehre, de Friedrich Schiller, com o texto de Kahlert editado para incorporar o de Schiller. A inclusão da obra de Schiller permitiu que escritores ingleses tivessem acesso a ela trinta anos antes de qualquer tradução oficial, permitindo-lhe entrar na consciência pública e influenciar a literatura gótica inglesa. Os contos góticos alemães foram os principais contribuintes para o gênero na Inglaterra na década de 1790, com Kahlert entre eles, ao lado de Cajetan Tschink, Carl Grosse, e Veit Weber. Kahlert foi uma das maiores influências de O Monge de Matthew Lewis.
Kahlert estava ciente das alterações feitas em seu texto e, na segunda edição (1799), retraduziu do inglês para o alemão e convidou os leitores a comparar os dois para ver a diferença entre os gostos literários ingleses e alemães, que ele acreditava ser responsável pelas diferenças da tradução.
O Necromante foi um best-seller e famoso o suficiente para ser incluído na lista de 'romances de horror' em Northanger Abbey ao lado de The Castle of Wolfenbach de Eliza Parsons, Clermont de Regina Maria Roche, The Mysterious Warning: A German Tale, de Eliza Parsons , The Midnight Bell de Francis Lathom, The Orphan of the Rhine de Eleanor Sleath e Horrid Mysteries de Carl Grosse.
Após a publicação de Northanger Abbey, O Necromante tornou-se cada vez mais obscuro. Na década de 1910, presumia-se que todos os sete livros de Northanger eram invenções fictícias de Austen e, em 1922, após a descoberta de Horrid Mysteries, todos os sete não existiriam ainda. O crítico e escritor George Saintsbury era um descrente proeminente na autenticidade do septeto, afirmando: "Eu realmente gostaria de alguma autoridade melhor do que a da Srta. Isabella Thorpe para me assegurar de sua existência." Todos os sete livros foram redescobertos por Michael Sadleir na década de 1920, através da aquisição de cópias em leilões da Sotheby's e discussões com colecionadores. A cópia redescoberta de O Necromante veio do espólio de Arthur Hutchinson, editor de revista e colecionador de livros, que legou sua biblioteca a Sadleir após sua morte.
Uma reimpressão de 2007 pela Valancourt Books foi a primeira a fornecer detalhes da vida de Kahlert para um público em língua inglesa.

## Obras
Como Lorenz Flammenberg:
- Der Geisterbanner: Eine Wundergeschichte aus mündlichen und schriftlichen Traditionen (Breslau: Wilhelm Gottlieb Korn, 1792)

- Maria von Schwaningen: Ein Trauerspiel in fünf Aufzügen (Breslau: Wilhelm Gottlieb Korn, 1797)

Como Bernhard Stein:
- Die Waffenbrüder: Ein tragisches Sittengemälde aus den Zeiten der Kreutzzüge in fünf Aufzügen (Breslau: Wilhelm Gottlieb Korn, 1792)